# Kabinett Drake IV
Das Kabinett Drake IV (Landespräsidium) war von 20. Februar bis 1. Oktober 1925 die Landesregierung des Freistaates Lippe.
| Amt                 | Name                        | Partei    |
| ------------------- | --------------------------- | --------- |
| Ministerpräsident 1 | Heinrich Drake              | SPD       |
| Staatsräte          | Rudolf Müller August Böhmer | parteilos |

Fußnoten